# Наполов, Сергей Николаевич
Серге́й Никола́евич Напо́лов (укр. Сергій Миколайович Наполов; род. 27 января 1996, Чернигов) — украинский футболист, полузащитник

## Биография
Воспитанник киевского РВУФК и академии донецкого «Металлурга». С 2009 по 2013 год провёл 51 матч и забил 8 голов в чемпионате ДЮФЛ.
20 марта 2013 года дебютировал в юношеской (до 19 лет) команде металлургов в домашнем матче против полтавской «Ворсклы». За молодёжную (до 21 года) команду дончан впервые сыграл 28 ноября того же года в домашнем поединке против той же «Ворсклы». После завершения сезона 2014/15 годов покинул «Металлург» в связи с расформированием донецкого клуба.
Летом 2015 стал игроком харьковского «Металлиста». 1 августа того же года дебютировал за молодёжную команду харьковчан в домашнем матче против «Александрии».
18 апреля 2016 года главный тренер первой команды металлиста Александр Севидов ушёл в отставку. Вслед за тренером пять игроков «основы» (Полянский, Приёмов, Касьянов, Ильющенков и Галенко) по подозрению в организации договорных матчей были отчислены из команды. На место Севидова был назначен тренер молодёжного состава Александр Призетко, под руководством которого дублёры харьковчан в десяти последних матчах одержали семь побед и трижды сыграли вничью, занимая после 22 туров чемпионата U-21 пятое место.
Перед дебютным матчем новый тренер, по собственным словам, «пытался перевернуть психологию команды», которая в двух последних турах пропустила 13 мячей. 23 апреля 2016 года в выездном матче «Металлиста» против днепродзержинской «Стали» в старте вышло четыре человека, а ещё трое — на замену из дублирующего состава. Сразу для четырёх игроков харьковчан этот матч стал дебютным. Для Сергея Наполова и Юрия Копыны — дебютным за первую команду «Металлиста» и первым в УПЛ, для Игоря Кошмана — дебютным за «Металлист», а для Владислава Краева — первым в УПЛ. Наполов вышел в стартовом составе. Летом 2016 20-летний полузащитник перешёл в любительский «Металлист 1925».

## Статистика
| Клуб               | Лига         | Сезон   | Чемпионат | Чемпионат | Кубок | Кубок | Дубль | Дубль |
| Клуб               | Лига         | Сезон   | Игры      | Голы      | Игры  | Голы  | Игры  | Голы  |
| ------------------ | ------------ | ------- | --------- | --------- | ----- | ----- | ----- | ----- |
| Металлург (Донецк) | Премьер-лига | 2013/14 |           |           |       |       | 2     | 0     |
| Металлург (Донецк) | Премьер-лига | 2014/15 |           |           |       |       | 23    | 2     |
| Металлист          | Премьер-лига | 2015/16 | 1         | 0         |       |       | 17    | 2     |